# Junkers Ju 286
O Junkers Ju 286 foi um projecto da Junkers para a concepção de um bombardeiro com seis motores capaz de operar em grandes altitudes. Baseado no Junkers Ju 86 e no Ju 186, o projecto não foi realizado devido ao cancelamento do desenvolvimento dos motores que usaria, o Junkers Jumo 208.